# Atractaspis corpulenta
Espèce
Synonymes
- Brachycranion corpulentum Hallowell, 1854
- Atractaspis leucura Mocquard, 1885

Atractaspis corpulenta est une espèce de serpents de la famille des Lamprophiidae. 

## Répartition
Cette espèce se rencontre :
- en République démocratique du Congo ;
- en République du Congo ;
- au Gabon ;
- au Cameroun ;
- en République centrafricaine ;
- en Côte d'Ivoire.
- au Ghana ;
- en Sierra Leone.

## Description
C'est un serpent venimeux.

## Liste des sous-espèces
Selon The Reptile Database (12 février 2014) :
- Atractaspis corpulenta corpulenta (Hallowell, 1854)
- Atractaspis corpulenta kivuensis Laurent, 1958
- Atractaspis corpulenta leucura Mocquard, 1885

## Publications originales
- Hallowell, 1854 : Remarks on the geographical distribution of reptiles, with descriptions of several species supposed to be new, and corrections of former papers. Proceedings of the Academy of Natural Sciences of Philadelphia, vol. 7, p. 98-105 (texte intégral).
- Laurent, 1958 : Notes herpetologiques africaines II. Revue de Zoologie et de Botanique Africaines, vol. 58, p. 115-128.
- Mocquard, 1885 : Sur une nouvelle espèce d'Atractaspis (A. leucura). Bulletin de la Société Philomathique de Paris, sér. 7, vol. 10, p. 14-18 (texte intégral).